# Nowy Secymin
Nowy Secymin (dawn. Secymin Niemiecki; niem. Deutsch Secymin) – wieś sołecka w Polsce położona w województwie mazowieckim, w powiecie nowodworskim, w gminie Leoncin.
W latach 1975–1998 miejscowość administracyjnie należała do województwa warszawskiego.
Współczesny kościół rzymskokatolicki, Sanktuarium Matki Boskiej Radosnej Opiekunki Przyrody w Secyminie Nowym. Na ścianach zewnętrznych są dwie mozaiki wykładane kamyczkami, w środku liczne witraże, przedstawiające zwierzęta Kampinoskiego Parku Narodowego. Przy Kościele droga krzyżowa. Obraz Matki Boskiej z Jezusem ma korony ze złota otrzymane podczas Koronacji.
Przy drodze wiodącej do rzeki stoi drewniany kościół protestancki, zbudowany przez kolonistów, wyznawców Kościoła ewangelicko-augsburskiego w 1923 roku, a obecnie służący parafii rzymskokatolickiej. Jednoprzestrzenny, konstrukcji słupowo-ryglowej, z węgłami łączonymi w rybi ogon, ozdobnie oszalowany deskami. Dach dwuspadowy, krokwiowy, kryty blachą. Od wschodu wieżyczka dzwonnicy z dachem sześciopołaciowym, krytym gontem. Nad frontowymi drzwiami wejściowymi daszek snycerskiej roboty z bogato wycinanymi detalami.
Obiekt zbudowany został na planie prostokąta, od zachodu dostawiona zakrystia przykryta dachem trzyspadowym, od wschodu we wnętrzu wydzielona kruchta pomieszczeniami, nad którymi umieszczono schody wejściowe prowadzące na chór muzyczny, wsparty częściowo na ośmiobocznym słupach, częściowo na ścianach wydzielających kruchtę. Wnętrze kościoła przykryte jest pozorną kolebką. Wyposażenie pochodzi z czasu wybudowania kaplicy. 
Z zabytkowym kościołem w Secyminie związany jest cmentarz protestancki, o którym czytamy: „Przy głównej drodze przebiegającej przez Secymin Nowy, za sanktuarium MB Leśnej znajduje się najlepiej zachowany cmentarz mennonicki. Kilkanaście ponad dwumetrowych krzyży dzielnie strzeże pamięci po olędrach. Najstarsze pochodzą z 2 połowy XIX wieku. Nagrobki mają napisy z dwóch stron i bardzo charakterystyczne dekoracje w postaci obramień tablic z „wałków”. Kilka krzyży stoi na cmentarnym wzgórzu, nieopodal w gąszczu krzaków zagubiły się dwa zardzewiałe żelazne nagrobki. Oprócz nich mennonitów wspominają tablicę z literami porośniętymi mchem.”